# غرغيو (مقاطعة تشرام)
غرغيو (بالفارسية: گرگیو) هي قرية تقع في قسم سرفارياب الريفي (مقاطعة تشرام) في إيران. يقدر عدد سكانها بـ 167 نسمة بحسب إحصاء 2016.